# Mario Chaldú
Mario Norberto Chaldú (Buenos Aires, 1942. augusztus 6. – 2020. április 2.) argentin válogatott labdarúgó.

## Pályafutása

### A válogatottban
1964 és 1966 között 5 alkalommal szerepelt az argentin válogatottban. Részt vett még az 1966-os világbajnokságon.